# Virginia Smith
Virginia Dodd Smith (ur. 30 czerwca 1911 w Randolph, Iowa, zm. 23 stycznia 2006 w Sun City West, Arizona) – amerykańska działaczka polityczna, członkini Izby Reprezentantów z ramienia Partii Republikańskiej.
Kształciła się w Shenandoah (Iowa) High School i na University of Nebrasca w Lincoln. W pracy zawodowej zajmowała się problematyką rozwoju wsi i życia jej mieszkańców. Działała w Partii Republikańskiej, w latach 1956–1972 była regularnie delegatką na narodowe konwencje partyjne. W 1974 została wybrana do Izby Reprezentantów USA, pokonując swojego demokratycznego rywala nieznaczną większością – 737 głosów. Zajęła fotel innego republikanina, Davida Martina.
Zasiadała w Izbie Reprezentantów przez osiem kolejnych kadencji, w 1984 nie przyjmując propozycji kandydowania do Senatu przeciwko Jamesowi Exonowi. Brała udział m.in. w pracach komisji wydatków celowych Izby Reprezentantów. W 1990 nie ubiegała się o reelekcję i zakończyła pracę parlamentarną w styczniu 1991 (zastąpił ją w Kongresie republikanin Bill Barrett).